# Martin Waïngue Bani
Martin Waïngue Bani  (né le 12 février 1963 à Laï) est un évêque catholique tchadien, évêque de Doba depuis 2017.

## Biographie
Martin Waïngue Bani est né le 12 février 1963 à Laï au sud du Tchad. Il étudie la philosophie et la théologie au grand séminaire provincial St Augustin de Maroua-Mokolo, au Cameroun de 1985 à 1988. Il complète son parcours de théologie au grand séminaire national Saint Luc de Bakara, à N'Djaména. Il est ordonné prêtre le 8 juillet 1991. 
Après son ordination, il exerce la fonction de curé de Ngamongo et directeur du Centre catéchétique de Lai entre 1991 et 1995. De 1995 à 1998, il occupe la fonction de recteur du séminaire de saint Augustin dans Bébédji. Par la suite, il fait des études à Rome entre 1998 et 2000, où il obtient une licence en théologie dogmatique à l'université pontificale urbanienne.
En 2000, de retour au Tchad, il devient curé de la paroisse cathédrale de Laï dans le diocèse de Doba, fonction qu'il occupe jusqu'en 2004. Dans le même temps il est le vicaire général du diocèse de Laï.
Il occupe la fonction de recteur du grand sminaire national de Saint Luc à Bakara près de la capitale du pays N'Djamena, de 2004 à 2010. En 2014, après des études à l'université pontificale urbanienne, il obtient un doctorat en théologie. À partir de 2013, il devient à nouveau vicaire général du diocèse de Laï.

### Épiscopat
Le pape François le nomme évêque de Doba le 10 décembre 2016, après la démission de l'évêque Michele Russo en 2014. Il reçoit l'ordination épiscopale le 18 février 2017 des mains de Miguel Angel Sebastián Martínez, évêque de Laï. Les co-consécrateurs sont Edmond Jitangar, archevêque de N'Djaména, et Joachim Kouraleyo Tarounga, évêque de Moundou.